# 两色帚菊
两色帚菊（学名：Pertya discolor）是菊科帚菊属的植物，其种加词“discolor ”意为“异色的”。中国特有植物。分布在中国大陆的青海、四川、甘肃、山西、宁夏等地，生长于海拔1,900米至3,100米的地区，一般生长在山顶或山坡针叶疏林中，目前尚未由人工引种栽培。

## 异名
- Pertya discolor var. calvescens Ling

## 变种
- Pertya discolor var. calvescens Y.Ling
- Pertya discolor var. discolor